# Омельянчук Сергій Петрович
Сергій Петрович Омельянчук (біл. Сяргей Пятровіч Амельянчук, 8 серпня 1980, Мінськ) — білоруський футболіст, захисник клубу «Мінськ» та, в минулому, національної збірної Білорусі.

## Клубна кар'єра
У дорослому футболі дебютував 1999 року виступами за команду клубу «Торпедо» (Мінськ), в якій провів два сезони, взявши участь у 45 матчах чемпіонату.

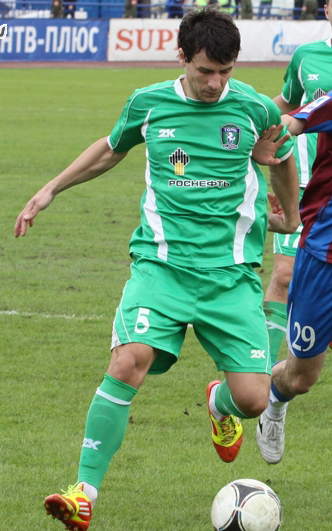
Сергій Омельянчук у складі «Томі». 21 квітня 2012 року

Своєю грою за цю команду привернув увагу представників тренерського штабу польського клубу «Легія», до складу якого приєднався 2001 року. Відіграв за команду з Варшави наступний сезон своєї ігрової кар'єри. Більшість часу, проведеного у складі «Легії», був основним гравцем захисту команди і допоміг клубу стати чемпіоном Польщі.
У 2003—2005 роках грав за київський «Арсенал». 2005 року перебрався в чемпіонат Росії, але не зумів закріпитися в московському «Локомотиві». Пізніше виступав за інші російські клуби «Шинник» та «Ростов».
2008 року уклав контракт з клубом «Терек», у складі якого провів наступні три роки своєї кар'єри гравця. Граючи у складі «Терека» також здебільшого виходив на поле в основному складі команди.
До складу клубу «Том» приєднався в лютому 2012 року. За півтора року встиг відіграти за томську команду 46 матчів в національному чемпіонаті і забити 2 голи. У травні 2014, після закінчення сезону 2013/14, покинув «Том».
1 липня 2014 повернувся в Білорусь, підписавши контракт з «Мінськом». У складі мінського клубу став основним опорним півзахисником. У січні 2015 року продовжив контракт з мінчанами.

## Виступи за збірну
2002 року дебютував в офіційних матчах у складі національної збірної Білорусі. Всього за одинадцять років провів у формі головної команди країни 74 матчі, забивши 1 гол. Після призначення на пост головного тренера збірної Георгія Кондратьєва в грудні 2011 року перестав викликатися до головної команди країни.

## Досягнення

### «Легія»
- Чемпіон Польщі: 2002
- Володар Кубка польської ліги: 2002

### «Локомотив» (Москва)
- Бронзовий призер чемпіонату Росії: 2005
- Володар Суперкубка Росії: 2005